# Limbo (armement)
Pour les articles homonymes, voir Limbo.

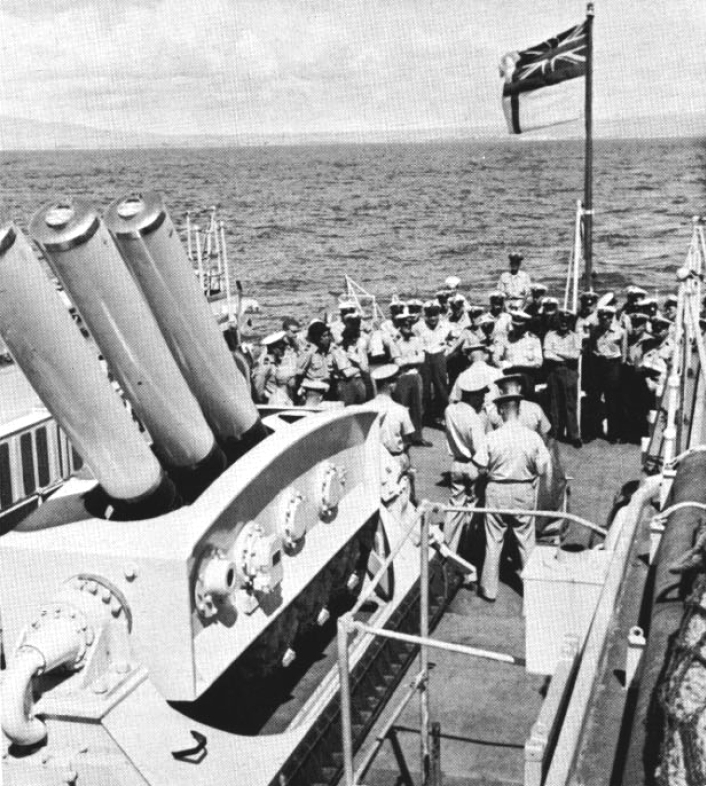
Un mortier Limbo d'une frégate de la marine néo-zélandaise en 1963.

Le Limbo, ou Mortier anti-sous-marin Mark 10 (Anti Submarine Mortar A/S Mk.10), fut la version finale d'un armement anti-sous-marin conçu à l'origine durant la Seconde guerre mondiale par la marine britannique. 

## Historique
Le Limbo, un mortier à triple bouche de calibre 305 mm semblable au Squid et au Hedgehog qu'il supplanta, fut développé par l’Établissement de l'Amirauté pour les Armements Sous-marins (Admiralty Underwater Weapons Establishment) dans les années 1950. Le Squid était opéré manuellement depuis le pont soumis aux éléments; au contraire, le Limbo était chargé et tiré automatiquement, le personnel se trouvant à couvert. Il fut installé à large échelle sur la plage arrière des navires d'escorte de la marine britannique de 1955 au milieu des années 1980, sur une base auto-stabilisatrice compensant le tangage et le roulis. Les destroyers de la marine australienne de classe Daring étaient tous équipés avec le Limbo, de même que les escorteurs de destroyer de classe River. Le Limbo a été largement installé par la marine canadienne sur tous les destroyers construits entre la fin des années 1950 et le début des années 1970, notamment les classes St. Laurent, Restigouche, Mackenzie, Annapolis et Iroquois.

## Caractéristiques
La distance de tir était comprise entre 366 et 910 m. L'armement était lié au sonar du navire. Les trois tubes étaient utilisés simultanément, pouvant tirer dans toutes les directions. Le Limbo fut utilisé lors de la Guerre des Malouines en 1982. Par la suite, il fut remplacé par la torpille Mark 44 dans plusieurs marines.